# Santurde
Santurde est une commune ou contrée de la municipalité de Berantevilla dans la province d'Alava dans la Communauté autonome basque (Espagne).